# Tetranychus urticae
Il ragnetto rosso (T. urticae; T. telarius, E. althaeae) è uno dei più pericolosi fitofagi della soia; è un acaro polifago, infesta infatti molti ortaggi (pomodoro, fagiolo, ecc.), piante ornamentali arboree (Erythrina crista-galli, Ceiba sp., Jacaranda mimosifolia, Phytolacca dioica) ed erbacee, e la maggior parte delle piante da frutto.
Questo acaro attacca generalmente la soia, ai margini degli appezzamenti, in prossimità di capezzagne e fossi aziendali; difatti esso proviene dai rifugi invernali dove le femmine adulte hanno svernato.
Gli attacchi sono molto frequenti in estate in presenza di determinate condizioni atmosferiche, a clima caldo-umido ma non piovoso che gli sono molto favorevoli.
Il Ragnetto rosso infesta la pagina inferiore della foglia e, certe volte, anche i baccelli neoformati, nutrendosi del citoplasma.
I danni si manifestano con intense depigmentazioni e bronzature sulle pagine fogliari, che causano sulle foglie stesse dei disseccamenti con cadute precoci; qualora le infestazioni siano gravi, il parassita può formare sottili ragnatele tra le foglie e i fusti della pianta colpita. In pieno campo questo fitofago è in grado di compiere 8-10 generazioni ogni anno, per poi svernare come le femmine adulte.

## Metodi di lotta
La lotta contro il ragnetto rosso è, in certe situazioni, biologica e chimica.
Le pullulazioni di quest'acaro possono anche essere frenate dalle piogge e dalle varie attività predatorie della biocenosi.
Tra i nemici naturali vanno ricordati:
- Acari Fitoseidi dei generi Phytoseiulus[1] Amblyseius e Neoseius
- Rincoti Antocoridi del genere Orius.
- Tisanotteri (Aeolothrips intermedius).
- Ditteri Cecidomidi e Coleotteri Stafilinidi (genere Oligota).
- Coleotteri Coccinellidi (Stethorus punctillum).

### Lotta biologica
Nella lotta biologica contro il ragnetto rosso sulla soia è possibile utilizzare un acaro suo predatore (l'acaro fitoseide Phytoseiulus persimilis) che, una volta distribuito sulle foglie, svolge un'ottima azione di controllo della popolazione di ragnetti rossi. Si tratta di una prova ancora in fase sperimentale, che prevede di lanciare il predatore in misura di 0,5-1 forma mobile per metro quadro con una soglia del fitofago pari a 0,1-0,2 acari per foglia (campione di 100 foglie).
Il Phytoseiulus persimilis viene allevato in molte biofabbriche europee per la sua azione di controllo sulle popolazioni di ragnetto rosso, specialmente in ambiente protetto dove l'uso è ormai consolidato.

### Lotta chimica
I prodotti consigliati sono gli oli minerali leggeri di alto grado di insulfonabilità (oltre il 92%) come l'exitiazox, etoxazol e l'abamectina.
L'intervento si effettua verso metà luglio quando si raggiunge una soglia di due forme mobili per foglia su un campione di almeno 100 foglie; è sconsigliato intervenire nuovamente dopo la fine di luglio se come risultato si ha una limitata presenza di acari lungo un lato dell'appezzamento; al fine di evitare la diffusione sulle coltivazioni, si deve intervenire in modo localizzato sulle stesse.
Si possono utilizzare prodotti come:
- Abamectina, un acaricida specifico attivo su uova e stadi giovani;
- Etoxazol;
- Spirodiclofen, ovvero prodotti di nuova generazione;

Con l'Etoxazol si interviene all'inizio dell'infestazione quando compaiono le prime forme giovanili. Il prodotto si diluisce in acqua e va irrorato sulle coltivazioni seguendo i dosaggi prescritti dal produttore.
Un ulteriore aiuto è fornito dall'applicazione di zolfo bagnabile che funge da repellente naturale.